# La Cooperativa
La Cooperativa är en ort i Mexiko.   Den ligger i kommunen Tenango del Valle och delstaten Mexiko, i den sydöstra delen av landet, 60 km sydväst om huvudstaden Mexico City. La Cooperativa ligger 2 804 meter över havet och antalet invånare är 156.
Terrängen runt La Cooperativa är huvudsakligen kuperad, men åt nordost är den platt. Runt La Cooperativa är det tätbefolkat, med 397 invånare per kvadratkilometer. Närmaste större samhälle är Metepec, 19,7 km norr om La Cooperativa. I omgivningarna runt La Cooperativa växer huvudsakligen savannskog.